# Brendan Eich
Brendan Eich (prononciation : /aɪk/), né en 1961 à Pittsburgh en Pennsylvanie, est un informaticien américain, inventeur du langage JavaScript.
Il travaille aussi chez Silicon Graphics, avant d'être recruté par Netscape Communications en 1995. Il participe à la création de la Mozilla Foundation. Nommé directeur général de sa filiale Mozilla Corporation en mars 2014. Peu de temps après, accusé d'homophobie à cause d'un don de 1 000 $ effectué à une association en opposition au mariage homosexuel, il est contraint de démissionner. En 2015 il fonde la société Brave Software dont il est directeur général.

## Biographie

### Jeunesse et formation
Brendan Eich intègre l'université de Santa Clara, où il étudie les mathématiques et l'informatique. En 1985, il obtient une maîtrise (Master's degree) en informatique de l'université de l'Illinois à Urbana-Champaign.

### Début de carrière
Il commence sa carrière chez Silicon Graphics, où pendant sept ans il travaille sur du code de système d'exploitation et de réseau. Il rejoint ensuite pour trois ans l'entreprise MicroUnity (en),. Eich est surtout connu pour ses activités au sein de Netscape Communications et de la Mozilla Foundation. Il est recruté par Netscape en avril 1995 et prend part au développement du langage JavaScript pour le navigateur web Netscape Navigator.

### Mozilla
Au début de 1998, Brendan Eich contribue à la fondation de Mozilla en tant qu'architecte du projet. Lorsque AOL interrompt le développement du navigateur Netscape en juillet 2003, il prend part à la création de la Mozilla Foundation. Membre du conseil d'administration de la fondation, il est nommé directeur technique (Chief Technical Officer) de sa filiale Mozilla Corporation en août 2005. Il contribue notamment à la création du langage de programmation Rust. En mars 2014, il est nommé directeur général (Chief Executive Officer) de Mozilla Corp. Trois membres du conseil d'administration, dont deux ont déjà annoncé leur prochain départ, quittent leur poste après sa nomination. Selon The Wall Street Journal, ils ont souhaité que le nouveau CEO soit recruté en dehors de Mozilla et ait une bonne connaissance du secteur de la téléphonie mobile.
Eich est critiqué pour avoir effectué un don de 1 000 dollars en faveur de la proposition 8, un référendum d'initiative populaire organisé en 2008 et destiné à amender la Constitution de la Californie afin d'interdire le mariage entre personnes de même sexe. Son don apparaît dans une base de données accessible au public et provoque des débats sur les réseaux sociaux en 2012,. En 2014, la polémique est ravivée par sa nomination au poste de CEO. Une partie des employés de Mozilla estime qu'il doit démissionner,. Le site de rencontres OkCupid affiche un message incitant les internautes utilisant Firefox à changer de navigateur web, alors que la société californienne CREDO Mobile (en) diffuse une pétition appelant à sa démission, qui recueille 50 000 signatures. Eich refuse de commenter son don et déclare que ses convictions personnelles n'ont pas de rapport avec son travail au sein de Mozilla,. Une semaine après le déclenchement de la polémique, il démissionne de son poste. Il quitte également la fondation, contre l'avis de la présidente du conseil d'administration Mitchell Baker. La démission de Brendan Eich est suivie de nombreux commentaires dans les médias américains concernant la liberté d'expression, le politiquement correct et l'action des « lobby gays »,.

### Brave
Directeur général de Brave Software, Eich travaille notamment sur le navigateur web Brave. L'objectif est de bâtir un navigateur plus sécurisé et plus rapide bloquant par défaut tous les systèmes de pistages des utilisateurs et toute publicité invasive, souvent à l'origine de l'installation de malwares. Ce dernier utilise en outre HTTPS Everywhere, pour mobiliser par défaut les versions HTTPS des sites.

### Prises de positions
En 2020, Brendan Eich suscite la controverse lorsqu'il exprime son scepticisme à propos de l'efficacité du port du masque pendant la pandémie de Covid-19 et qu'il met en cause l’honnêteté d'Anthony Fauci. Cela entraîne des réactions négatives des sympathisants de Brave, certains appelant à sa démission.